# گانارجیس موخوری

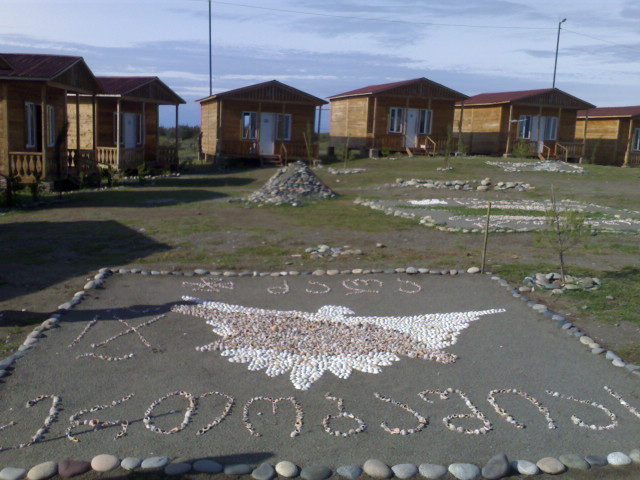
اردوگاه میهن پرستی گانموخوری پیش از سوختن

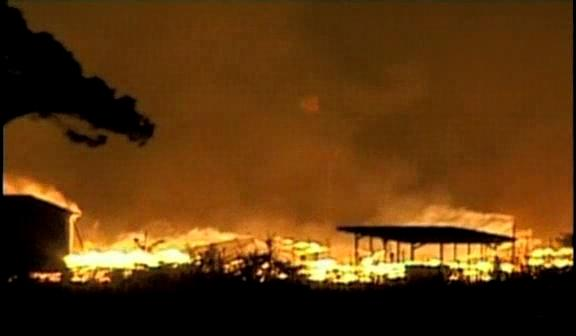
۱۸ آگوست ۲۰۰۸: اردوگاه در حال سوختن است

گانارجیس موخوری (گرجی: განარჯიის მუხური) یا گانموخوری یک منطقه مسکونی در منطقه سامگرلو-زمو سوانتی در غرب کشور گرجستان است. این شهر در نزدیکی مرز با آبخازیا (منطقه جداشده گرجستان) و شهر زوگدیدی واقع شده است. در سال  ۲۰۰۶ اردوگاه میهن‌پرستی در این ناحیه گشایش یافت. در ۱۸ آگوست ۲۰۰۸، پس از جنگ اوستیای جنوبی ۲۰۰۸، این روستا توسط تجزیه‌طلبان آبخاز و نیروهای نظامی روسیه اشغال شد. آنها اردوگاه میهن‌پرستی را در گانموخوری به آتش کشیدند. در ۹ سپتامبر ۲۰۰۷، جدایی‌طلبان آبخاز و ارتش روسیه این ناحیه را ترک کردند. این روستا در حال حاضر توسط پلیس گرجستان کنترل می‌شود.